# Гамлет. XXI век
«Га́млет. XXI век» — российский четырёхсерийный драматический художественный фильм режиссёра Юрия Кары, снятый в 2009 году киностудией «Мастер» по заказу Правительства Москвы и Комитета по телекоммуникациям и средствам массовой информации города Москвы. Является экранизацией трагедии Уильяма Шекспира «Гамлет», переложенной на современные реалии.
Слоган фильма — «Мистическая готика Шекспира оживает».

## Сюжет
Сюжетно трагедия Шекспира перенесена на экран практически без изменений, за исключением перенесения действия в XXI век. Свадьба Клавдия и Гертруды проходит в ночном клубе, Гамлет с Лаэртом соревнуются в стритрейсинге на дорогих автомобилях, Розенкранц с Гильденстерном — неформалы.
Сюжетная линия сохранена — Клавдий убивает отца Гамлета, женится на Гертруде, тень отца приходит по ночам и в разговоре с Гамлетом открывает подробности своей смерти. Гамлет полон решимости отомстить за отца. Во время выступления бродячих артистов дописывает эпизод с убийством в пьесу «Мышеловка», который приводит в ярость Клавдия.
Гамлет убивает подслушивающего и плетущего интриги Полония, после чего его пытаются отправить подальше из страны, по пути взорвать на яхте, однако погибают его провожатые, Розенкранц с Гильденстерном. Гамлет же возвращается в Эльсинор, где попадает на похороны Офелии. Лаэрт, подговорённый Клавдием, готов мстить за отца и за сестру. Дуэль молодых людей — стритрейсинг. Оставшись после соревнования на неисправном автомобиле, Гамлет выдерживает сражение с Лаэртом, а, оплакивая свою мать, Гертруду, выпившую отравленное вино, получает предательский удар в спину от короля Клавдия. Собрав последние силы, Гамлет вонзает меч в спину ликующему королю.

## В ролях
- Гела Месхи — Гамлет
- Дмитрий Дюжев — Клавдий
- Евгения Крюкова — Гертруда
- Юлия Кара — Офелия
- Данила Козловский — Лаэрт
- Андрей Фомин — Полоний
- Виктор Сухоруков — Озрик
- Игорь Лагутин — призрак отца Гамлета
- Армен Джигарханян — могильщик
- Александр Бердников — Розенкранц
- Илья Оболонков — Гильденстерн
- Дмитрий Бероев — Горацио
- Дмитрий Бозин — актёр
- Елена Морозова — актриса

## Съёмочная группа
- Автор сценария: Юрий Кара
- Режиссёр-постановщик: Юрий Кара
- Оператор-постановщик: Вадим Семёновых
- Художник-постановщик: Юрий Устинов

## Съёмки
- Рабочее название фильма было «Гамлет. История продолжается», однако, услышав в разговоре массовки фразу «Когда Гамлет встретится с Джульеттой?», режиссёр понял, что эту историю нужно рассказать, как в первый раз, потому что молодые её не знают[1].
- Съёмки проходили в Крыму — Воронцовский дворец превратился в Эльсинор, а с «Ласточкиного гнезда» в море падает Офелия,[1] сцену с могильщиком снимали в пещерах под Севастополем[2].

### Подбор актёров
- На главную роль режиссёр решил пригласить молодого дебютанта. Среди кандидатов рассматривались Максим Матвеев, Константин Крюков. Финальный выбор пал на россиянина грузинского происхождения, студента курса Константина Райкина, Гелу Месхи[1].
- Юрий Кара в своих интервью говорил о планах занять в роли Клавдия британского актёра Джуда Лоу, однако опрос среди женщин на тему, в кого они могли бы влюбиться так сильно, как Гертруда в Клавдия, вывела в победители Дмитрия Дюжева[3].
- На роль Гертруды пробовались Рената Литвинова, Ирина Апексимова… Режиссёр отдал предпочтение Евгении Крюковой[3].
- На роль Офелии режиссёр взял свою дочь Юлию, выпускницу факультета журналистики, которая также помогла работать над адаптацией текста пьесы[1].
- Роль Розекранца исполнил солист поп-группы «Корни» Александр Бердников[2].